# 广西壮族自治区人民政府
广西壮族自治区人民政府，是中华人民共和国广西壮族自治区的省级地方行政机关和自治机关。

## 沿革
1949年10月31日，中國人民解放軍发起广西战役。11月22日，占领广西省省会桂林市。12月4日，占领南宁。12月14日，占领镇南关。1950年2月，在南宁成立廣西省人民政府，张云逸为首任主席。1958年3月5日，广西省改为廣西僮族自治區。1965年，钦州、廉州再度从广东省划入廣西。1965年10月12日，經中國國務院批准，廣西僮族自治區改名為「廣西壯族自治區」。
1968年8月26日，经中央批准，组建广西壮族自治区革命委员会，撤销廣西壯族自治區人民委员会。1977年12月，重新组建廣西壯族自治區人民政府。1978年，自治区人大决定，将自治区成立纪念日定为12月11日，与中国人民解放军攻佔全广西、右江苏维埃和红七军成立的日子相一致。

## 职权
根据《中华人民共和国地方各级人民代表大会和地方各级人民政府组织法》第七十三条，县级以上的地方各级人民政府行使下列职权：
1. 执行本级人民代表大会及其常务委员会的决议，以及上级国家行政机关的决定和命令，规定行政措施，发布决定和命令；
2. 领导所属各工作部门和下级人民政府的工作；
3. 改变或者撤销所属各工作部门的不适当的命令、指示和下级人民政府的不适当的决定、命令；
4. 依照法律的规定任免、培训、考核和奖惩国家行政机关工作人员；
5. 编制和执行国民经济和社会发展规划纲要、计划和预算，管理本行政区域内的经济、教育、科学、文化、卫生、体育、城乡建设等事业和生态环境保护、自然资源、财政、民政、社会保障、公安、民族事务、司法行政、人口与计划生育等行政工作；
6. 保护社会主义的全民所有的财产和劳动群众集体所有的财产，保护公民私人所有的合法财产，维护社会秩序，保障公民的人身权利、民主权利和其他权利；
7. 履行国有资产管理职责；
8. 保护各种经济组织的合法权益；
9. 铸牢中华民族共同体意识，促进各民族广泛交往交流交融，保障少数民族的合法权利和利益，保障少数民族保持或者改革自己的风俗习惯的自由，帮助本行政区域内的民族自治地方依照宪法和法律实行区域自治，帮助各少数民族发展政治、经济和文化的建设事业；
10. 保障宪法和法律赋予妇女的男女平等、同工同酬和婚姻自由等各项权利；
11. 办理上级国家行政机关交办的其他事项。

## 机构设置
根据《广西壮族自治区机构改革方案》，除广西壮族自治区人民政府办公厅外，广西壮族自治区人民政府设置组成部门23个，直属特设机构1个，直属机构12个，部门管理机构5个。
广西壮族自治区人民政府设置下列机构：
- 广西壮族自治区人民政府办公厅

### 组成部门
- 广西壮族自治区发展和改革委员会
- 广西壮族自治区教育厅
- 广西壮族自治区科学技术厅
- 广西壮族自治区工业和信息化厅
- 广西壮族自治区民族宗教事务委员会
- 广西壮族自治区公安厅
- 广西壮族自治区民政厅
- 广西壮族自治区司法厅
- 广西壮族自治区财政厅
- 广西壮族自治区人力资源和社会保障厅
- 广西壮族自治区自然资源厅
- 广西壮族自治区生态环境厅
- 广西壮族自治区住房和城乡建设厅
- 广西壮族自治区交通运输厅
- 广西壮族自治区水利厅
- 广西壮族自治区农业农村厅
- 广西壮族自治区商务厅
- 广西壮族自治区文化和旅游厅
- 广西壮族自治区卫生健康委员会
- 广西壮族自治区退役军人事务厅
- 广西壮族自治区应急管理厅
- 广西壮族自治区审计厅
- 广西壮族自治区外事办公室

（发展和改革委员会挂能源局牌子；科学技术厅挂外国专家局牌子；工业和信息化厅挂中小企业局牌子；民族宗教事务委员会挂少数民族语言文字工作委员会牌子；外事办公室挂港澳事务办公室牌子。）

### 直属特设机构
- 广西壮族自治区人民政府国有资产监督管理委员会

### 直属机构
- 广西壮族自治区市场监督管理局
- 广西壮族自治区广播电视局
- 广西壮族自治区体育局
- 广西壮族自治区统计局
- 广西壮族自治区林业局
- 广西壮族自治区国防动员办公室
- 广西壮族自治区产业园区改革发展办公室
- 广西壮族自治区大数据发展局
- 广西壮族自治区机关事务管理局
- 广西壮族自治区医疗保障局（副厅级）

（市场监督管理局挂知识产权局牌子；大数据发展局挂中国-东盟信息港建设办公室、政务服务监督管理办公室牌子。）

### 部门管理机构
- 广西壮族自治区粮食和物资储备局，由自治区发展改革委管理。
- 广西壮族自治区监狱管理局，由自治区司法厅管理。
- 广西壮族自治区海洋局，由自治区自然资源厅管理。
- 广西壮族自治区中医药管理局，由自治区卫生健康委管理。
- 广西壮族自治区药品监督管理局，由自治区市场监管局管理。

### 直属事业单位
- 广西壮族自治区二轻城镇集体工业联合社
- 广西壮族自治区投资促进局
- 广西壮族自治区公共资源交易中心
- 广西壮族自治区人民政府参事室
- 广西壮族自治区人民政府发展研究中心
- 中共广西壮族自治区党委、广西壮族自治区人民政府接待办公室
- 广西国际博览事务局

（参事室挂文史研究馆牌子。）

### 派出机构
- 广西壮族自治区人民政府驻北京办事处
- 广西壮族自治区人民政府驻广州办事处

## 历任领导
| 广西省人民政府主席 - 张云逸（1949年12月－1953年8月） - 陈漫远（1953年8月－1955年2月） 广西壮族自治区人民政府主席 - 韦国清（1955年2月－1975年10月） - 安平生（1975年10月－1977年2月） - 乔晓光（1977年2月－1979年12月） - 覃应机（1979年12月－1983年4月） - 韦纯束（1983年4月－1990年1月） - 成克杰（1990年1月－1998年1月） - 李兆焯（1998年1月－2003年4月） - 陆 兵（2003年4月－2007年12月） - 马 飚（2007年12月－2013年3月） - 陈 武（2013年3月－2020年10月） - 蓝天立（2020年10月－2025年5月） - 韦 韬（2025年7月至今） 广西壮族自治区人民政府常务副主席 …… - 王万宾（2001年7月－2004年2月） - 郭声琨（2004年4月－2007年12月） - 李金早（2008年1月－2011年10月） - 黄道伟（2011年12月－2015年4月） - 唐仁健（2015年4月－2016年7月） - 蓝天立（2016年8月－2018年1月） - 秦如培（2018年1月－2021年11月） - 蔡丽新（2021年11月－2024年3月） - 许永锞（2024年4月至今） 广西壮族自治区人民政府秘书长 …… - 潘鸿权（1996年－2003年1月） - 陈 武（2003年4月－2006年3月） - 王跃飞（2006年3月－2013年2月） - 莫恭明（2013年2月－2017年5月） - 黄 洲（2017年5月－2021年3月） - 蒋家柏（2021年3月－2023年9月） - 钟得志（2023年9月至今） | 广西壮族自治区人民政府副主席 …… - 张文学（1996年6月－2006年1月） - 孙 瑜（1998年1月－2007年11月） - 吴 恒（1998年1月－2008年1月） - 周明甫（1998年6月－2003年6月） - 高虎城（2002年9月－2003年11月） - 刘新文（2003年1月－2008年1月） - 杨道喜（2003年1月－2013年1月） - 陈 武（2005年12月－2011年11月） - 陈章良（2007年12月－2013年7月） - 林念修（2007年12月－2014年3月） - 高 雄（2008年1月－2015年1月） - 李 康（2008年1月－2015年11月） - 蓝天立（2011年11月－2018年1月） - 张晓钦（2013年1月－2018年1月） - 陈 刚（2013年1月－2018年1月） - 黄日波（2013年7月－2018年1月） - 张秀隆（2015年1月－2018年1月） - 胡 焯（2015年8月－2018年10月） - 黄世勇（2015年12月－2017年7月，2020年7月－2022年1月） - 黄伟京（2016年12月－2018年5月） - 丁向群（2017年7月－2018年9月） - 李 彬（2018年1月－2022年5月） - 方春明（2018年1月－2023年1月） - 费志荣（2018年1月－2022年5月） - 黄俊华（2018年1月－2023年1月） - 严植婵（2018年7月－2020年3月） - 杨晋柏（2018年11月－2020年4月） - 周成方（2019年1月－2022年7月） - 周红波（2020年3月－2021年1月） - 刘宏武（2020年7月－2022年1月） - 邹展业（2020年9月－2021年9月） - 蔡丽新（2021年3月－2024年3月） - 许永锞（2022年1月至今） - 许显辉（2022年5月至今） - 苗庆旺（2022年7月－2024年7月） - 凌志峰（2022年7月－2023年5月） - 廖品琥（2023年1月至今） - 李常官（2023年1月－2024年9月） - 眭国华（2023年1月至今） - 杨维林（2023年5月－2025年7月） - 谭丕创（2024年5月至今） - 卢新宁（2024年8月至今） - 胡 帆（2024年9月至今） |